# Palacio del Gobernador (Libia)
El Palacio del Gobernador  o el  Palacio real (en árabe: قصر الخلد; en italiano: Palazzo del Governatore) fue la residencia del gobernador de la Libia italiana que tenía su sede en Trípoli y vivió allí hasta 1943. De 1951 a 1969 se convirtió en el Palacio Real de Idris Senussi, hasta el golpe de Gadafi en 1969. Sufrió algunos daños durante los bombardeos de EE. UU. sobre Libia en 1986 (Operación El Dorado). Hasta 2008, el palacio, conocido como el "Palacio del Pueblo", fue la sede de la Biblioteca Nacional. Tras la restauración llevada a cabo por un equipo de diseñadores italianos y por una empresa italiana en 2008-2009, el Palacio del Gobernador anterior se convirtió en el "Museo de Libia".